# Hnat Hontcharenko
Hnat Tykhonovytch Hontcharenko (en ukrainien : Гнат Тихонович Гончаренко), né en 1835 dans le gouvernement de Kharkov (Empire russe) et mort en 1917, est l'un des kobzars (ménestrels itinérants) ukrainiens les plus renommés de la fin du XIXe siècle et du début du XXe siècle.

## Biographie
Hnat Hontcharenko naît dans le village de Ripky, situé dans le gouvernement de Kharkov (Empire russe ; actuel oblast de Kharkiv en Ukraine), dans une famille de serfs. Il devient aveugle à l'âge de trois ou quatre ans. Il commence à étudier le bandoura à l'âge de 22 ans auprès du vieux kobzar Petro Koulibaba. Il étudie pendant quatre mois et  poursuit son apprentissage auprès d'autres kobzars rencontrés par la suite.
Après son mariage, il s'installe non loin de Kharkov, sur la propriété Houbaïenko. Devenu veuf, il s'installe à Sébastopol avec son fils, ingénieur des chemins de fer. Hnat Hontcharenko y passe ses hivers et retourne à Kharkov durant les mois d'été.
Hnat Hontcharenko compte dans son répertoire quatre poèmes épiques mis en musique et interprétés sous la forme de doumas ou doumy :
- Oleksiy Popovytch
- La Pauvre Veuve et ses trois fils
- La Sœur et le Frère
- À propos de l'évasion des trois frères d'Oziv

Il interprète également de nombreuses chansons satiriques et humoristiques, et joue des mélodies de danses instrumentales.
Les premiers enregistrements de doumy sont réalisés en 1899. En 1908, Lessia Oukraïnka et son mari Clément Kvitka, enregistrent sur phonographe le chant de Hnat Hontcharenko : ces cylindres de cire sont ensuite envoyés au musicologue et folkloriste Filaret Kolessa à Lemberg pour transcription.
Le kobzar Hnat Khotkevytch tenait en haute estime les performances de Hnat Hontcharenko :

« Il est l'un des plus instruits de tous les kobzars. Son apparence laisse une impression semblable à un sentiment magique. Comme ceux de sa confrérie, il errait de village en village, chantant sur les marchés et les rues, mais ce qu'on remarque d'abord, c'est sa propreté et son apparence… On pourrait supposer qu'il était comme ça chez lui, qu'il est toujours comme ça, et pas seulement pour l'œil de l'observateur… En virtuose, avec un répertoire limité. Il n'avait pas de parties désordonnées dans son jeu. Tout était joué clairement et artistiquement. »

Comme Ostap Veressaï, Hnat Hontcharenko sera persécuté par les autorités impériales russes en tant que propagateur de la culture ukrainienne et de la mémoire historique du peuple ukrainien, à l'encontre de la politique de russification prônée par le pouvoir.

## Élèves
Parmi les étudiants qui apprirent de lui il y a :
- Horobetz,
- Petro Drevtchenko,
- Erast Oudiansky,
- Hryhory Bajdykov,
- Mykola Demchenko,
- Pavlo Hachtchenko,
- Ivan Koutchouhoura-Koutcherenko.